# 1767 en santé et médecine
| Années de la santé et de la médecine : 1764 - 1765 - 1766 - 1767 - 1768 - 1769 - 1770    |
| Décennies de la santé et de la médecine : 1730 - 1740 - 1750 - 1760 - 1770 - 1780 - 1790 |

Cet article présente les faits marquants de l'année 1767 en santé et médecine.

## Événements
- En France, création du corps des apothicaires de la Marine[1].

## Naissances
- 24 août : Bernhard Meyer (mort en 1836), médecin, botaniste et ornithologue allemand[2].
- 8 décembre : Antonio Miglietta (mort en 1826), médecin italien.
- 17 décembre : François Lartigue (mort en 1842), pharmacien français[3],[4].

## Décès
- 19 février : François Boissier de Sauvages de Lacroix (né en 1706), médecin et botaniste français[5].